# Radio Kamer Orkest
Het Radio Kamerorkest (RKO) was een Nederlands kamerorkest, dat deel uitmaakte van het Muziekcentrum van de Omroep en nauw samenwerkte met de muziekafdelingen van de verschillende publieke omroeporganisaties.
Het orkest werd opgericht in 1945 onder de naam "Omroep Kamerorkest". De eerste dirigent was tot 1949 André Rieu sr. Hij werd opgevolgd door Roelof Krol, die tientallen jaren voor het orkest heeft gestaan. In 1958 kreeg het de naam Radio Kamerorkest. Krols opvolger was Ernest Bour, die veel eigentijdse muziek heeft gedirigeerd. In 1994 werden Ton Koopman en Peter Eötvös benoemd tot dirigent. In 2001 werd Koopman opgevolgd door Frans Brüggen. Het orkest heeft bestaan tot 2005. Wegens een bezuinigingsoperatie zijn het Radio Symfonie Orkest en het RKO toen samengevoegd tot de Radio Kamer Filharmonie (RKF).
Het RKO stond bekend als een van de toonaangevende kamerorkesten. Het had een bezetting van rond de veertig musici en was toegerust voor de muziek van zowel klassieke componisten Haydn, Mozart en Beethoven, als voor nieuwe hedendaagse composities met uiteenlopende ensemblebezettingen. Deze veelzijdigheid werd belichaamd in de keuze voor de chef-dirigenten. Brüggen is specialist op het gebied van oude muziek, Eötvös is dat op het gebied van hedendaagse muziek. Beide dirigenten bleven na de opheffing van het RKO vaste gastdirigent van de (in 2013 eveneens opgeheven) Radio Kamer Filharmonie.

Landelijk: Koninklijk Concertgebouworkest · Nederlands Philharmonisch Orkest · Nederlands Kamerorkest 

Landelijk/regionaal: Holland Symfonia · Rotterdams Philharmonisch Orkest · Residentie Orkest

Regionaal: Noord Nederlands Orkest · Orkest van het Oosten · Het Gelders Orkest · RBO Sinfonia · philharmonie zuidnederland · Het Zeeuws Orkest 

Orkesten van de Omroep: Radio Filharmonisch Orkest · Radio Kamer Filharmonie · Metropole Orkest

Opgeheven of gefuseerd: Amsterdams Philharmonisch Orkest · Frysk Orkest · Gewestelijk Orkest voor Zuid-Holland · Overijssels Philharmonisch Orkest / Forum Filharmonisch · Nederlands Balletorkest · Noordelijk Filharmonisch Orkest · Noordhollands Philharmonisch Orkest · Omroep Orkest · Radio Kamerorkest · Radio Symfonie Orkest · Utrechts Symfonie Orkest · Brabants Orkest · Limburgs Symfonie Orkest · West Nederlands Symfonie Orkest · Zuid-Hollands Orkest